# Alejandro Konsztadt
Alejandro Konsztadt (Buenos Aires, Argentina; 24 de enero de 1989) es un basquetbolista argentino que juega en la posición de base. El último club para el que jugó fue Unión de Santa Fe de la Liga Nacional de Básquet de Argentina.

## Carrera
Konsztadt debutó profesionalmente en 2004 jugando para la Institución Cultural y Deportiva Pedro Echagüe, mientras el club militaba en el Torneo Nacional de Ascenso -aunque, siendo un jugador juvenil, no logró mucho protagonismo esa temporada, actuando solo en tres partidos. Fue luego transferido a Peñarol de Mar del Plata, donde pudo jugar en la Liga Nacional de Básquet, pero pasó la mayor parte de ese periodo sentado en la banca o reforzando a la escuadra juvenil del equipo. 
Recién cuando fue traspasado a Ciclista Juninense del TNA en 2008 pudo demostrar su valía, destacándose al punto de ser contratado por el candidato al título Obras Sanitarias, donde logra con su equipo la Liga Sudamericana e individualmente es elegido por la AdC y el diario Olé como jugador revelación.

### Clubes
| Club                | País      | Año         |
| ------------------- | --------- | ----------- |
| ICD Pedro Echagüe   | Argentina | 2004 - 2005 |
| Peñarol             | Argentina | 2005 - 2008 |
| Ciclista Juninense  | Argentina | 2008 - 2011 |
| Obras Sanitarias    | Argentina | 2011 - 2014 |
| Peñarol             | Argentina | 2014 - 2015 |
| La Unión de Formosa | Argentina | 2015 - 2018 |
| Boca Juniors        | Argentina | 2018 - 2020 |
| La Unión de Formosa | Argentina | 2020 - 2021 |
| Comunicaciones      | Argentina | 2021 - 2022 |
| Atenas de Córdoba   | Argentina | 2022 - 2023 |
| Caxias do Sul       | Brasil    | 2023 - 2024 |
| Unión de Santa Fe   | Argentina | 2024 - 2025 |

## Selección nacional
Konsztadt integró el plantel del seleccionado argentino que disputó la Copa Mundial FIBA de Baloncesto 3x3 de 2012. Su equipo -conformado por Natasha Spiatta, Macarena Durso e Iván Basualdo- obtuvo el subcampeonato en el torneo mixto.

## Palmarés

### Campeonatos internacionales
- Actualizado hasta el 28 de abril de 2018.

| Título                    | Club             | País      | Año         |
| ------------------------- | ---------------- | --------- | ----------- |
| Campeón de la LdA 2007-08 | Peñarol          | Argentina | 2007 - 2008 |
| Sudamericana 2012         | Obras Sanitarias | Argentina | 2012        |

### Individuales
- Actualizado hasta el 28 de abril de 2018.

| Título                                    | Club             | País      | Año         |
| ----------------------------------------- | ---------------- | --------- | ----------- |
| Revelación de la Liga Nacional de Básquet | Obras Sanitarias | Argentina | 2011 - 2012 |